# Дихроїзм

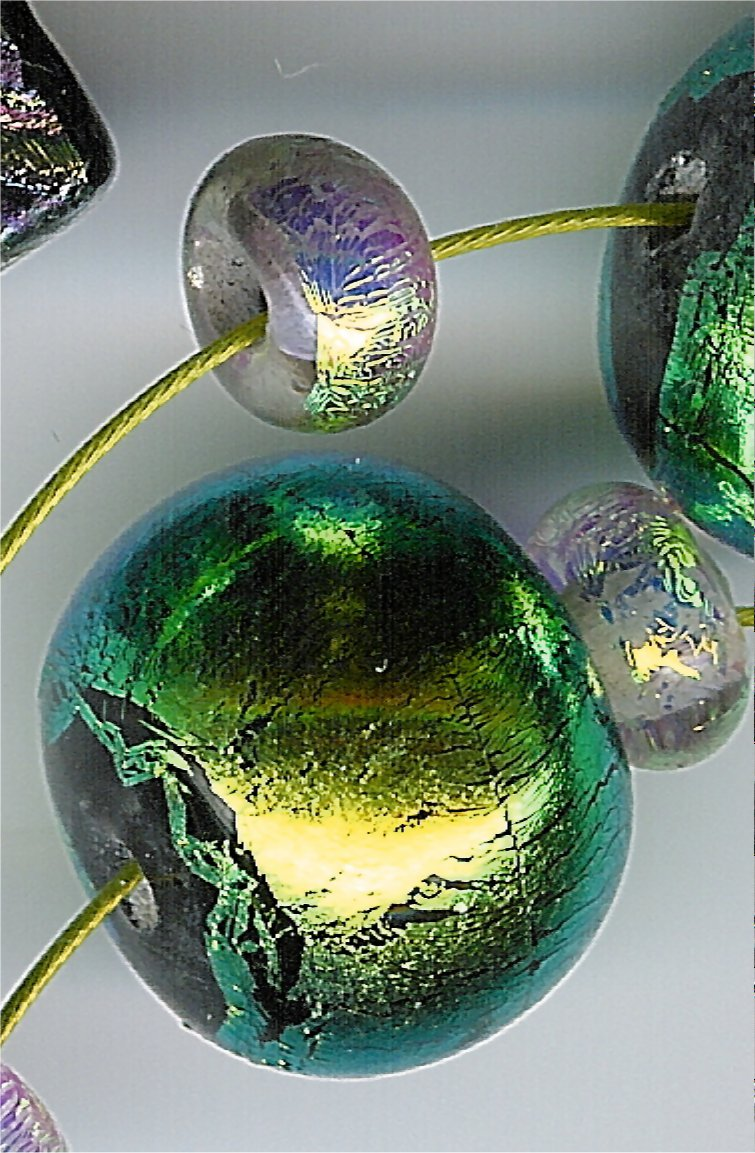
Скляний бісер.

Дихроїзм (рос. дихроизм, англ. dichroism, нім. Dichroismus m) — у мінералогії — властивість одновісних забарвлених кристалів по-різному поглинати промені світла. Окремий випадок плеохроїзму.
Різне поглинання світла речовиною залежно від його поляризації (анізотропія поглинання). Оскільки поглинання світла залежить і від довжини хвилі, дихроїчні речовини по-різному забарвлюються при спостереженні з різних напрямків. Розрізнюють лінійний, круговий, еліптичний (різне поглинання світла з правою і лівою лінійною, круговою чи еліптичною поляризаціями, відповідно) дихроїзми.

## Круговий дихроїзм
Явище, викликане різницею у абсорбції лівої та правої круговополяризованих компонент світла, що проходить через зразок оптично активної речовини. Є наслідком оптичної анізотропії (відмінності оптичних властивостей середовища в різних його напрямках) середовища. Лінійно поляризоване світло, проходячи через кругово-дихроїчне середовище, перетворюється в еліптично поляризоване, тому кількісною характеристикою кругового дихроїзму є еліптичність. Енантіомери дають дзеркально-симетричні криволінійні залежності кругового дихроїзму від довжини хвилі плоскополяризованого світла.